# Francesco Costanzo Catanio
Francesco Costanzo Catanio, talvolta indicato anche come Cattanio o Cattaneo (Ferrara, 1602 – Ferrara, 3 luglio 1665), è stato un pittore italiano del periodo barocco.
Figlio di Giulio Cesare Catanio, nonostante le sue frequenti intemperanze, per non opporsi alla volontà del padre fu dapprima allievo a Ferrara dello Scarsellino, poi fu costretto a trasferirsi a Bologna nel 1625, dove continuò sotto la guida di Guido Reni. Tornato a Ferrara nel 1627, si lasciò ispirare soprattutto dallo stile di Carlo Bononi e dalla sua interpretazione della luce e dei contrasti.
Uno dei suoi primi dipinti è il San Gregorio, attualmente custodito presso la chiesa di Santa Maria della Pietà in Ferrara; in quest'opera, come nelle successive Flagellazione e Coronazione di spine collocate nella Basilica di San Giorgio sempre a Ferrara, è evidente l'influenza della pittura caravaggesca, verosimilmente filtrata attraverso i lavori del Bononi. Dato il suo carattere irrequieto e la sua propensione alla vita avventurosa, non è tuttavia escluso che il pittore avesse avuto l'opportunità di viaggiare per l'Italia e osservare direttamente le opere del Caravaggio, anche se non si ha documentazione di questi suoi spostamenti.
Catanio infatti fu spesso descritto come spadaccino, più che come pittore, e trascorse buona parte della sua vita in disgrazia o in esilio come quando, dopo aver ferito un soldato, fu costretto a rifugiarsi in un monastero. Preso sotto la protezione di Don Carlo Pio di Savoia, divenuto cardinale, compì un viaggio a Roma al suo seguito nel 1654.
In età più matura, richiamato a Ferrara dopo la morte di suo fratello Camillo, il Catanio riuscì tuttavia a farsi affidare lavori importanti e a farsi riconoscere come pittore di primo piano, aprì anche una scuola di pittura e fra i suoi allievi ebbe Giuseppe Avanzi, Giuseppe Bonati e Francesco Fantocci, detto "il Parma". Sembra che quest'ultimo, giovanissimo, abbia fatto anche da modello per uno dei personaggi del Martirio di San Matteo.
Molte sue opere sono andate perdute, alcune delle quali durante la seconda guerra mondiale; ancora visibile il Martirio di San Matteo presso la Chiesa di Santo Spirito, un Sant'Antonio con Gesù Bambino e un angelo nella chiesa di S. Maurelio, un Cristo in preghiera sulla montagna e un'Orazione nell'orto, ultima sua opera, nella Chiesa di San Benedetto.